# De Marck
De Marck de son vrai nom Marc Daniëls, né le 10 juillet 1959 à Jette (province de Brabant) et mort le 10 mai 2021 dans la même commune, est un auteur de bande dessinée, peintre et une personnalité politique belge néerlandophone.
Il est surtout connu pour ses collaborations avec Rik De Wulf (qui se font appeler "De Marck & De Wulf") dans leur Studio Max ! notamment avec les aventures pour enfants Stam et Pilou (1999) pour les services postaux belges, La Poste.

## Biographie

### Jeunesse
Marc Daniëls naît le 10 juillet 1959 à Jette, une commune bruxelloise,.
Il est le benjamin d'une fratrie de 4 enfants et il se définit comme un gamin des rues qui se compare à Quick et Flupke. Il étudie les beaux-arts à l'Athénée royal de Jette, et il obtient également un brevet en criminologie et un certificat de gestion d'entreprise et management. Dès 1975, il est actif en tant que peintre et artiste, mais il ne devient indépendant qu'en 1992. Ses premiers bandes dessinées, illustrations et gags sont apparus dans des publications bruxelloises locales comme Brussel Deze Week, 't Cursiefje, Gazet van Jette et le quotidien Het Nieuwsblad. Il réalise également des illustrations et des caricatures pour des particuliers, et dessine des gags avec Cas et Joeber pour des journaux locaux et régionaux.

### Studio Max!
Dans les années 1980, il a entame une collaboration durable avec le scénariste de bande dessinée Rik De Wulf. Leur premier travail collectif est une bande dessinée appelée Moya Moya et puis ils font quelques illustrations publicitaires. En 1998, ils s'associent véritablement et fondent Studio Max !, axé sur la production de bandes dessinées en commission et illustrations commerciales, ainsi que des ateliers de bande dessinée pour enfants et jeunes adultes. Sous le titre Jokes & Grolls (2000-2001), Studio Max ! publie deux collections avec des blagues créées par leurs étudiants. Parmi les artistes qui travaillent pour Studio Max ! citons notamment Steve Van Bael, Tim "Tibo" Bolssens, Emiel De Bolle, Caroline "Cargo" Godts, Steven De Rie, Joseph Vance, Daniel Van de Voorde et Jos Vanspauwen, ainsi qu'une foule de coloristes, traducteurs et aides techniques. Il est à la tête du studio jusqu'en 2010, et il est également responsable des relations publiques.

### Stam et Pilou
En 1999, Studio Max! est engagé par les services postaux belges, La Poste, pour créer deux mascottes pour leur club de jeunes collectionneurs de timbres et son magazine StamPilou. De Marck et Rik De Wulf présentent un garçon, Stam, et une fille, Pilou, qui vivent dans le même quartier. Les bons amis sont souvent opposés au grand-père de Pilou, Fons, qui était autrefois facteur, mais qui est maintenant collectionneur de timbres. Connue sous le nom de Les Aventures involontaires de Stam et Pilou, la série est publiée dans le magazine du club StamPilou, mais elle est si populaire que La Poste lance également une collection de livres en coopération avec Standaard Uitgeverij. La série est aussi présente dans Suske en Wiske Weekblad (Bob et Bobette hebdomadaire).

### Autres productions
D'autres albums BD commandés au Studio Max ! étaient Het Geheim van de Boskapel (2004), une bande dessinée célébrant le 500e anniversaire de la chapelle forestière de Buggenhout, et l'album bilingue Les Peintres Magiques de Jette (2009), sur des peintres célèbres de Jette : René Magritte, Victor Petré, Jan Verdoodt, René Chauvenheid, Fernand Poncelet et Eric Daniëls. Pour la légende de la bande dessinée Jacques Martin et les Éditions Casterman, De Marck et De Wulf illustrent le 28e opus de la série Les Voyages d'Alix, traitant d'Alexandre le Grand (2009). Cette série dérivée d' Alix propose des livres éducatifs offrant des décors et des informations sur les pays et les civilisations de l'Antiquité. Les auteurs signent encore une chasse interactive À la découverte des trésors du Bruxelles surréaliste pour les éditions European Treasure Holding en 2010.
En 2011, De Marck réalise graphiquement Magritte et les Chants de Maldoror (Artus, 2011), une bande dessinée sur le peintre et marchand d'art bruxellois Geert van Bruaene. Son scénariste est Danny Verbiest, mieux connu comme voix et créateur de la populaire émission de télévision pour enfants Fred et Samson. Situé dans les années 1930 à Bruxelles, Van Bruaene n'est que vaguement basé sur la vie réelle du peintre. Hergé et René Magritte ont tous deux des caméos. Conçu comme une série en sept parties, un seul album est publié en néerlandais, français et anglais. Il crée également des bandes dessinées de célébrités en dehors du domaine de Studio Max !. En 2012, il écrit et dessine Jean-Michel Saive : Le Coach, une bande dessinée d'aventure à suspense basée sur le vrai champion belge de tennis de table Jean-Michel Saive. Il est publié simultanément en néerlandais et en français par Ballon Media. Tibo Bolssens contribue graphiquement. Avec son ami le scénariste et échevin Benoît Gosselin, il dessine Les Diables Rouges... du FC Petit-Pont (Éditions Joker, 2013-2014). Cette bande dessinée sur l'équipe de football de l'équipe de Belgique de football Les Diables rouges, est également publiée en néerlandais. Avec le livre du chef Albert Verdeyen et le scénariste Marc Van Staen, il réalise le one shot Chef Albert chez le même éditeur en 2014, un album présentant des recettes de Verdeyen sous forme de bande dessinée.
En outre, il participe aux collectifs Bulles de Noël (CBBD, 2002), il répond à l'appel de l'armée belge avec BDéfense ! en 2005 vendu au profit d'œuvres caricatives et 'Walthéries - Les auteurs BD fêtent François Walthéry (GPRD, 2012).
Il réalise des affiches pour les festivals de bande dessinée de Jette en 2012, 2014 et 2017 et de Grammont en 2014.

### Illustration
Il illustre trois livres sur Bruxelles, écrits par Éric Demarbaix : Histoires de Bruxelles à travers ses stations de métro (2013), Histoires de Bruxelles à travers ses grands sportifs (2014) et Histoires de Bruxelles à travers ses auteurs B.D. (2017).

### Promotion de la bande dessinée
Entre 2003 et 2007, il est président de la Guilde flamande de la bande dessinée indépendante. Il contribue au musée Bob et Bobette à Kalmthout, basé sur la célèbre série de bande dessinée de Willy Vandersteen. À partir de 2008, il est l'un des organisateurs du festival de bande dessinée à Jette. Entre 2008 et 2011, il fait partie de l'administration de la Société des droits d'auteurs belges (SOFAM), une société qui protège les droits des artistes belges.

### Peinture
En plus d'être un auteur de bande dessinée, Marc Daniëls est internationalement connu pour ses peintures post-modernistes. Depuis la fin des années 1970, son travail est exposé dans des expositions collectives et personnelles dans des galeries et des centres culturels notamment à Rome, Anvers, Paris, Bruxelles et New York. Ses œuvres sont souvent exposées dans les années 1990 et 2000. À partir de 1994, il fonde les ateliers Magie Art pour la jeunesse à Meise, Malines, Bruxelles et Glabbeek qui sont connus dès 2002 sous le nom d'Ateliers Max. Entre 1999 et 2002, il est président du studio communal d'arts plastiques de Meise, 't Verloren Uurke [« L'Heure perdue »]. Dans sa commune natale de Jette, il fonde l'atelier de peinture libre De Marck (2010-2017). Il est également cofondateur et membre des cercles artistiques Dieleghem (1978-1990) à Jette, de Meise (1987-2002) et des Copains Du Ca M'Dit (1994-2000) à Bruxelles. Il est à l'origine du prix national M. Naessens de peinture et de dessin (1990), décerné à Meise, et du Trofé René (2017), organisé à Jette. 

### En politique
De 1994 à 2000, il est président du conseil culturel communal de Meise. 
De 2015 à 2018, il travaille au cabinet de l'échevin bruxellois des Travaux publics et de la Mobilité Els Ampe (Open vld). 
Figure emblématique de la commune, Marc Daniëls, alias De Marck est amoureux de sa commune de Jette et du folklore bruxellois.
Depuis septembre 2020, il est conseiller communal de Jette pour l'Open Vld section Jette en remplacement du ministre Sven Gatz, il est également où membre du conseil du Centre public d'action sociale.
Lors de sa nomination , il déclare : 

« Jette est un outsider en Région bruxelloise, un beau poumon vert à l'incroyable effet socio-culturel bi-communautaire où le sport a aussi sa place. Le grand défi est de maintenir cela pour le bien-être de nos habitants à travers une excellente politique communale financière et la sécurité nécessaire dans nos différents quartiers,. »

### Dernières créations
Il continue à faire de la bande dessinée tout au long des années 2010. En 2016, il dessine Enfin des Vacances (2016), un album scénarisé par Herman Mennekens. En 2020, il publie encore, Het Spook van de Pastorie [« Le Fantôme du presbytère »] aidé au scénario par Tim Bolssens et Lander Daniels, édité par la commune de Buggenhout en 2020, une histoire de fantômes se déroulant dans le village de Buggenhout, destinée à promouvoir le tourisme. Enfin, après le succès des deux premiers numéros sur Les Diables Rouges… du F.C. Petit-Pont, les auteurs décident de sortir un troisième opus sur une équipe de bras cassés en 5e provinciale. Pour ce 3e tome, Les Diables Rouges affrontent les Bleus… du Racing Rockfort aux éditions Mot Passant en avril 2021. Une bande dessinée pleine d’humour mettant en avant le football provincial.
Il meurt le 10 mai 2021 après s'être battu trois semaines aux soins intensifs contre le coronavirus à l'âge de 61 ans,,.

## Vie privée
Il demeurait à Jette. Il laisse une épouse.

## Publications

### En français

#### Albums  de bande dessinée
AlixLes Voyages d'Alix
- 28. Alexandre le conquérant, Casterman, Bruxelles, 11 février 2009
Scénario : Jacques Martin - Dessin : Christophe Simon, De Marck, Rik De Wulf - Couleurs : quadrichromie -  (ISBN 978-2-203-32939-3)

##### Van Bruaene
- 2. Magritte et les Chants de Maldoror, Artus éditeur, avril 2011
Scénario : Danny Verbiest - Dessin et couleurs : De Marck -  (ISBN 978-90-7904-823-6)

Les Aventures de Jean-Michel Saive
- Le Coach, Ballon Media, juin 2012
Scénario et dessin : De Marck - Couleurs : quadrichromie -  (ISBN 978-90-633-4979-0)

##### Les Diables Rouges... du F.C. Petit-Pont
- 1. En 'live' depuis la 5e provinciale, Éditions Joker, Bruxelles, 1 octobre 2013
Scénario : Benoît Gosselin - Dessin et couleurs : De Marck -  (ISBN 978-2-87265-591-5)
- 2. Petit-Pont... et Company, Éditions Joker, Bruxelles, octobre 2014
Scénario : Benoît Gosselin - Dessin et couleurs : De Marck -  (ISBN 978-2-87265-643-1)
- 3. Les Diables Rouges affrontent les Bleus… du Racing Rockfort[13], Mot Passant, avril 2021
Scénario : Benoît Gosselin - Dessin et couleurs : De Marck -  (ISBN 9782931103012)

##### Chef Albert
- Recettes belges !, Éditions Joker, Bruxelles, 4 novembre 2014
Scénario : Van Staen, Albert Verdeyen - Dessin et couleurs : De Marck -  (ISBN 978-2-87265-600-4)

##### Stam et Pilou
- Série de 28 opus publiés de 2000 à 2010 chez Standaard Uitgeverij, puis chez Luc Pire, aux éditions de l’Arbre ou les 4 derniers aux éditions Studio Max ! sans oublier un ouvrage de la collection « Philabédé » au CBBD et à La Poste belge en 2001[17],[18].
- 1. Drôles de détectives, Standaard Uitgeverij, Anvers, janvier 2000
Scénario : Rik De Wulf - Dessin : De Marck - Couleurs : Hannelore Vantieghem -  (ISBN 9002020759),Contient : 28 planches de BD + 1 page de présentation des personnages + 5 pages d'articles sur les timbres avec illustrations.

1. Papy Fernand fonce!
2. La Kermesse aux gags
3. Le Mystère du timbre retourné[5]
4. Les Frères de sang
5. Le 8e Héritier
6. Les Grandes Vacances de Papy
7. Le Fantôme du Musée Postal
8. Bons baisers du cirque
9. La Grotte à l’os
10. Le Bal du rat d’or
11. Ah ça te fait rire
12. Le Casse de la cathédrale
13. Meurtres au thalasso
14. Le Timbré du Belgica
15. Papy à Paris
16. Le Magicien du parc
17. Le Moulin à vent et après
18. Le Trésor oublié des thurn & taxis
19. Les Parrains !
20. Terminus mars
21. Les pères spirituels
22. Papy, roi de la glisse !
23. Le Grand Secret de Quyên !
24. Le Roi Arthur “tueur de géants”

- HS. Stam et Pilou s'affranchissent[19], CBBD - La Poste belge, coll. « Philabédé », Bruxelles, 3e trimestre 2001
Scénario : Rik De Wulf - Dessin : De Marck - Couleurs : Hannelore Vantieghem -  (ISBN 2-930196-20-3)Cet album est édité à l'occasion de la sortie du timbre "Journée du timbre 2001" consacrée à Stam et Pilou. Il contient 44 pages dont 7 pages de présentation des auteurs, 30 pages de BD, 6 pages sur les timbres-poste, 1 page avec l’adresse du CBBD et le premier timbre-poste rond de La Poste belge ainsi qu'un feuillet de cinq timbres-poste “Duostamp“ de Stam et Pilou. Tirage en langue française limité à 1 200 exemplaires numérotés de 1 à 1200. Format A5.

#### Collectifs
- Bulles de Noël[20], CBBD - La Poste belge, coll. « Philabédé », Bruxelles, décembre 2002
Scénario et dessin : Collectif - Couleurs : quadrichromie -  (ISBN 2930196300)Cet album est édité à l'occasion de l'émission d'une série de timbres consacrés à Noël. Après un texte sur la tradition de Noël dans la bande dessinée, ce recueil contient sept courts récits ou gags dessinés par Dany (Olivier Rameau), Fournier (Spirou et Fantasio), Dupa, Macherot (Sibylline), Hausman, Will, De Marck et De Wulf (Stam et Pilou), sur le thème de Noël. Tirage limité à 2000 exemplaires numérotés. Revêtu de la feuille de timbres émise par La Poste belge. Format A5.
- Poste de secours[21], CBBD - La Poste belge, coll. « Philabédé », Bruxelles, décembre 2003
Scénario : Willy Vandersteen, Rik De Wulf - Dessin : Willy Vandersteen, De Marck - Couleurs : quadrichromieAlbum de 64 pages consacré à la Croix-Rouge, avec au sommaire : la Croix-Rouge dans la bande dessinée, un récit mettant en scène Robert et Bertrand les deux héros de Willy Vandersteen (L'Enfer de Solferino), une biographie illustrée de Willy Vandersteen, une série de gags et d'illustrations de Stam et Pilou. Tirage limité à 1 200 exemplaires numérotés. Revêtu des 3 timbres "Croix-Rouge" émis par La Poste belge. Format A5.
- BDéfense[6] !, Forces armées belges, Bruxelles, décembre 2005
Scénario : collectif - Dessin : collectif dont De Marck - Couleurs : quadrichromie -  (ISBN 90-7517-204-4)
- Walthéries - Les auteurs BD fêtent François Walthéry[22], GPRD, 1 septembre 2012
Scénario : Bruno Gilson - Dessin : Philippe Fenech, Bruno M - Couleurs : quadrichromie -  (ISBN 978-2-9601235-0-0),Tirage à 500 exemplaires. Album anniversaire des 50 ans de carrière de François Walthéry souhaité par d'autres dessinateurs dont De Marck.

#### Illustrations
- Histoires de Bruxelles à travers ses Auteurs B.D.[23], Deccap & Dition, 2017
Scénario : De Marcke, Éric Demarbaix - Dessin : collectif - Couleurs : De Marck

## Réception

### Postérité

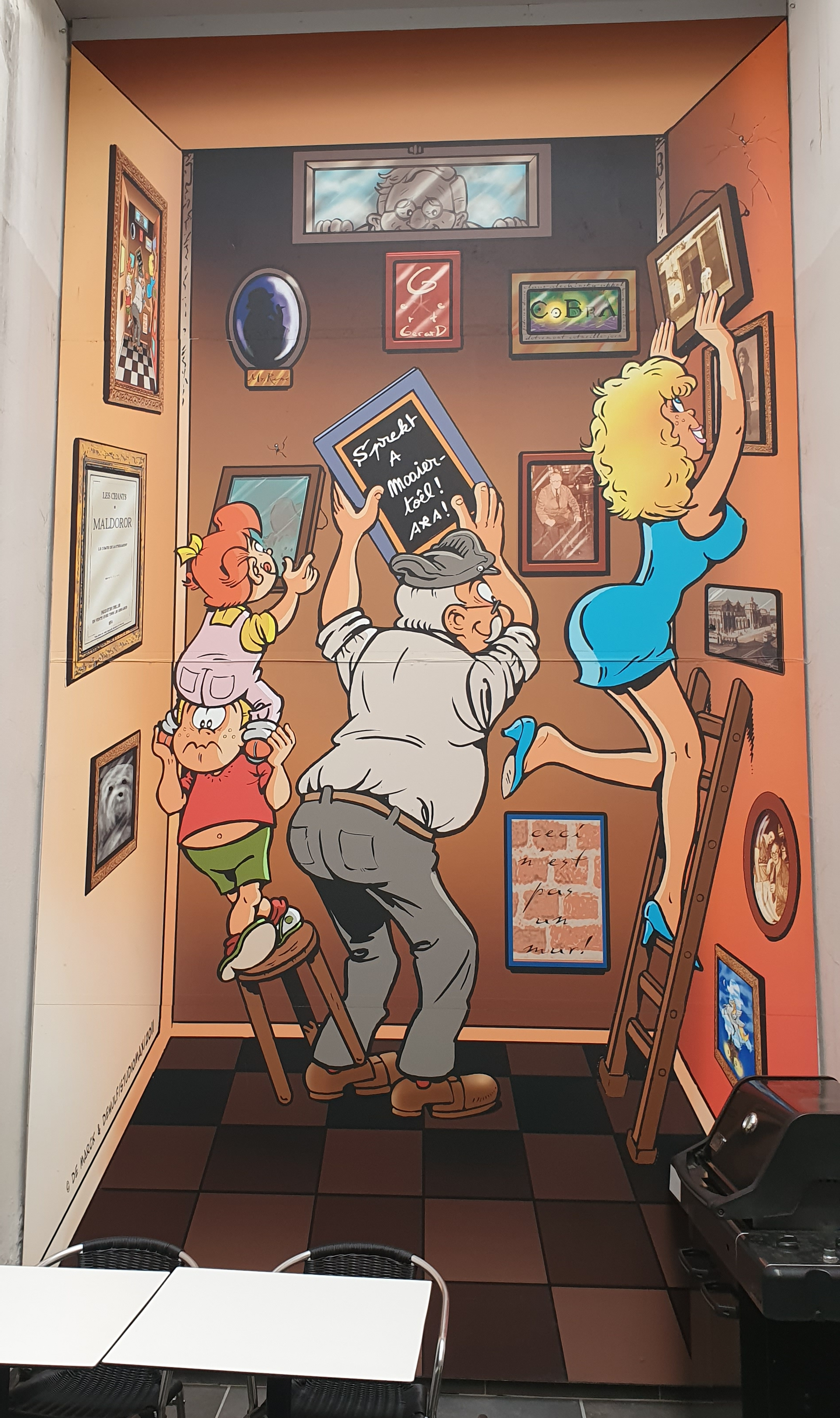
Fresque murale de bande dessinée Stam et Pilou au bar La Fleur en Papier Doré.

La Poste émet le timbre Journée du timbre 2001 consacré à Stam et Pilou. 
En juin 2011, la série Stam et Pilou obtient son propre mur BD au café bruxellois  La Fleur en Papier Doré situé Rue des Alexiens 53-55 et fait partie du parcours BD de Bruxelles.

### Hommages
Des collègues et amis du monde de la bande dessinée sont attristés par sa mort. Merho, le père spirituel de Fanny et Cie écrit sur sa page Facebook : « Irréel et triste. Heureusement, il reste les bons souvenirs. Tu vas nous manquer. ». Charel Cambré rend hommage à De Marck avec les mots : « Ils renversent des géants aussi. RIP Marc. ». Son  ami et collègue Rik Dewulf lui dit au revoir avec un cartoon.
La mémoire de cet amoureux de la capitale, véritable « ket » bruxellois, est saluée sur les réseaux sociaux par Sven Gatz mais aussi par le bourgmestre de la Ville de Bruxelles, Philippe Close.
Son scénariste et ami Benoît Gosselin se rappelle : 

« Marc était un moteur, une locomotive, quelqu'un qui voulait toujours aller de l'avant et avait toujours de nouveaux projets. »

Une exposition intitulée De Marck 45 ans de carrière lui rend hommage à l'Abbaye de Dieleghem du 19 au 27 novembre 2022 et revient sur ses 800 peintures et une soixantaine de bandes dessinées.

### Collections publiques
4 œuvres de cet artiste sont conservées au Centre belge de la bande dessinée et font partie du patrimoine mobilier de la région Bruxelles-Capitale.